# راكان كعبي
راكان علي كعبي لاعب كرة قدم سعودي ، يلعب كلاعب وسط في نادي الاتفاق.